# Jens-Peter Kurzwelly
Jens-Peter Kurzwelly (* 11. Juni 1944 in Elmshorn) ist ein deutscher Jurist und ehemaliger Richter am Bundesgerichtshof.

## Leben
Jens-Peter Kurzwelly legte das Große Juristische Staatsexamen 1974 ab und betätigte sich hiernach als wissenschaftlicher Assistent an der Universität Bonn. 1978 begann er seine Richterlaufbahn durch den Eintritt in den Justizdienst Nordrhein-Westfalens. Er war hierbei zunächst Richter am Landgericht Bonn und am Amtsgericht Euskirchen. 1979 erfolgte die Ernennung zum Richter am Landgericht in Bonn. 1986 bis 1990 erfolgte eine Abordnung als wissenschaftlicher Mitarbeiter an den Bundesgerichtshof, während dieser Abordnung erfolgte 1989 die Ernennung zum Richter am Oberlandesgericht Köln, wo er nach dem Ende der Abordnung dann auch tätig wurde. 1993 wurde er an das Brandenburgische Oberlandesgericht abgeordnet und schließlich 1995 auch versetzt.
1996 wurde Kurzwelly zum Richter am Bundesgerichtshof ernannt und dem II. Zivilsenat des Bundesgerichtshofes zugeteilt. Er sollte diesem Zivilsenat bis zum Eintritt in den Ruhestand am 1. Juli 2009 angehören. Daneben war er 1997 bis 2003 Mitglied des Senats für Notarsachen. 2005 wurde er stellvertretender Vorsitzender des II. Zivilsenates und vertrat seinen Senat in dem Gemeinsamen Senat der obersten Gerichtshöfe des Bundes. Kurzwelly befasste sich in der Zeit am Bundesgerichtshof vor allem mit dem Gesellschaftsrecht und verfasste zahlreiche Leitsatzentscheidungen, insbesondere zum Aktienrecht, etwa zu Ausgleich und Abfindung im Aktienrecht, zum Informationsrecht der Aktionäre, zum genehmigten Kapital oder zur Haftung im faktischen Konzern. Er verfasste außerdem Urteile zum Kapitalmarktrecht (etwa zu unrichtigen Ad-hoc-Mitteilungen oder zum Wertpapiererwerbs- und Übernahmegesetz), zum Recht der GmbH und zur Existenzvernichtungshaftung leistete er außerdem wesentliche Impulse.